# Schlägl
Schlägl war eine Gemeinde in Oberösterreich im Gerichtsbezirk Rohrbach und Bezirk Rohrbach im oberen Mühlviertel mit 1213 Einwohnern (Stand 1. Jänner 2015). Mit 1. Mai 2015 wurde die Gemeinde mit dem benachbarten Aigen im Mühlkreis zur neuen Gemeinde Aigen-Schlägl fusioniert, nachdem am 7. September 2014 eine in beiden Gemeinden abgehaltene Volksbefragung ein positives Ergebnis erbrachte.

## Geographie
Schlägl liegt auf 544 m ü. A. Höhe im oberen Mühlviertel. Bezogen auf die naturschutzfachliche Raumgliederung gehörte das nordöstliche Gemeindegebiet zur Raumeinheit Böhmerwald, das Zentrum sowie der südliche bzw. südwestliche Teil des Gemeindegebietes zur Raumeinheit Südliche Böhmerwaldausläufer. Die Grenze zwischen den beiden Einheiten verläuft entlang der geschlossenen Waldgrenze des sogenannten „Hohen Böhmerwaldes“. Die Ausdehnung betrug von Nord nach Süd rund 7,6 km und von West nach Ost bis zu rund 10,2 km.
Die Gemeindefläche umfasste 28,45 km², womit Schlägl die sechstgrößte Gemeinde des Bezirks war. Nachbargemeinden waren Aigen im Mühlkreis im Westen, Peilstein im Mühlviertel im äußersten Südwesten, Oepping im Südwesten, Berg bei Rohrbach im Süden sowie St. Oswald bei Haslach im Südosten. Im Norden und Osten grenzt Schlägl an die Tschechische Republik bzw. den Okres Český Krumlov.

### Geologie und Böden
Die Landschaft des ehemaligen Gemeindegebietes ist ein Teil der Böhmischen Masse die auf ein sehr altes Gebirge zurückgeht, dass durch die Variszische Gebirgsbildung im Paläozoikum (Karbon) entstand. Hierdurch entstanden verschiedene Granite und Gneise. Weiters besteht zwischen dem Böhmerwald und dem Tal der Großen Mühl die sogenannte Pfahlstörung von Nordwest nach Südost aus leicht erodierbaren Myloniten. Nordwestlich dieser Störung besteht überwiegend Cordierit-Paragneis, an der nördlichen Grenze Verwitterungslehme aus dem Würmzeitalter. Im Bereich der Ortschaft Wurmbrand besteht zudem Weinsberger Granit. Südlich der Störungslinie kommt vor allem Schlierengranit sowie Mauthausener Granit und Titanitfleckengranit vor. Im Bereich der Großen Mühl hat sich ein Streifen mit Flussablagerung ausgebildet, wobei typische Vierwitterungserscheinungen wie Wollsackverwitterung vorherrscht, die zur Bildung von Blockburgen, Blockstreu und Findlingen führte.
Die Böden im ehemaligen Gemeindegebiet sind von Nährstoffarmut und einem hohen Kaliumanteil geprägt. Sie weisen zudem eine schlechte Phosphor- und Calcium-Versorgung auf. Als Bodenart besteht lehmiger Sand bzw. sandiger Lehm. Die Bodenqualität ist von der Tiefgründigkeit und der Wasserversorgung abhängig, wobei die Körnung des Gesteins über die Wasserzügigkeit oder Trockenheit des Standortes entscheidet. Die Felsbraunerde ist der wichtigste Bodentyp im Gebiet, er findet sich unter 1000 m Seehöhe als basenarmer bis saurer, flach- bis mittelgründiger Boden, der auf festem oder schuttigem Ausgangsmaterial entstand. Des Weiteren hat sich auf schottrigem oder feinklastischem Ausgangsmaterial Lockersediment-Braunerde ausgebildet. Durch Streunutzung und Fichtenforste sind echte Braunerden ohne Anzeichen podsoliger Dynamik jedoch selten geworden. Über 1000 Meter Seehöhe entstanden bei hohem Niederschlag vor allem Podsole und Semipodsole, wobei das Nadelstreu der Nadelwälder zusätzlich versauernd wirkt. Gley besteht vor allem im Bereich von Quellen, Bächen, Gräben, Mulden sowie an Hangfüßen, wobei hier vor allem nasse, saure Wiesen dominieren. Weitere vorkommende Bodenarten sind Pseudogley, Moorböden und Anmoorböden im Bereich von Kaltluftseen in kleinen Senken an Bachläufen oder auf abflusslosen Lagen sowie rankerartige Böden über Blockschuttmaterial.

### Landschaft und Vegetation
Das ehemalige Gemeindegebiet von Schlägl ist vom Böhmerwald und seinen Ausläufern geprägt. Gemessen an der naturschutzfachlichen Raumgliederung des Landes Oberösterreichs liegt das geschlossene Waldgebiet im Nordosten des Gemeindegebietes mit Trautwald und Irrenwald, Igelholz, Bayrische Au, Moosau, Torfau und Semmelau in der Raumeinheit Böhmerwald, das übrige ehemalige Gemeindegebiet gehört zur Raumeinheit Südliche Böhmerwaldausläufer und ist als Natura-2000-Gebiet ausgewiesen. Südlich schließt sich der Talraum der Großen Mühl mit Siedlungen und landwirtschaftlicher Nutzung an, wobei dieser Landschaftsraum durch die Große Mühl, ebenfalls ein Natura-2000-Gebiet, in einen nördlichen und einen südlichen Teil getrennt wird.
Der Talraum weist einen Waldanteil von rund 28 % auf, wobei besonders der Westteil südlich der großen Mühl extrem waldreich ist. Ebenso finden sich größere Waldbestände nahe der Großen Mühl, am östlichen Ende der Gemeinde und beim Rand des Böhmerwaldes. Überwiegend handelt es sich dabei um Laub-Nadel-Mischbestände, die jedoch oft eine nicht standort-gerechte Fichtendominanz aufweisen. In der Landwirtschaft herrscht auf dem Gemeindegebiet Dauergrünland vor, das vor allem für die Milchwirtschaft genutzt wird, daneben ist auch der Ackerbau nicht unbedeutend. Auf Grund der Geländemorphologie besteht eine weitgehend kleinräumige Parzellenstruktur sowie kleinbäuerliche Struktur mit relativ geringer Nutzungsintensität.

### Gewässer
Im Bereich des Böhmerwaldes im Nordosten des Gebietes verlaufen mehrere kleine Bäche, die nach Nordosten in Richtung der Tschechischen Republik entwässern. Es sind dies die Schwarze Runse/Černá stoka, der Schrollenbach und der Igelbach/Ježová. Im Nahbereich der Großen Mühl, dem Hauptfluss in Schlägl, befinden sich mehrere Grenzbäche, nämlich der Galgenbach an der Grenze zu Aigen, der Wurmbrandbach an der Grenze zu St. Oswald und der Schwalsödter Bach an der Grenze zur Gemeinde Oepping. Sie besitzen alle einen überwiegend naturnahen Verlauf mit meist lückigem Begleitgehölz. Darüber hinaus befinden sich auf dem Gemeindegebiet zahlreiche kleine Teiche die überwiegend als Fischteiche, teilweise auch als Löschwasserteiche genutzt werden und meist eine naturferne Ufergestaltung aufweisen. Größere Teiche in Schlägl sind der Glashüttenteich und der Ziegelteich. Des Weiteren bestehen zahlreiche Grundwasserteiche in aufgelassenen Steinbrüchen als wertvolle Sekundärlebensräume.

### Ehemalige Gemeindegliederung
Die ehemalige Gemeinde Schlägl bestand aus den Katastralgemeinden Schlägl (876,85 Hektar) im Westen und Unterneudorf (1.978,51 ha) im Osten.
- Unterneudorf umfasst neben dem Anteil am Böhmerwald mehrere Ortsteile, wobei die Rotte Diendorf (614 m ü. A.) direkt an den Böhmerwald grenzt. Die zu Diendorf gehörenden Einöden Oberhaag und Unterhaag liegen dabei direkt am oder inmitten des geschlossenen Waldgebietes.
  - Mit 166 Einwohnern ist Diendorf der drittgrößte Ortsteil der ehemaligen Gemeinde, zudem liegen 55 Gebäude, drei Arbeitsstätten sowie 17 land- und forstwirtschaftliche Betriebsstätten in Diendorf.
  - Südöstlich von Dierndorf an der Grenze zur Gemeinde St. Oswald liegt das Dorf Wurmbrand, das 2001 aus 13 Gebäude bestand, in dem 29 Menschen lebten. Hinzu kamen eine Arbeitsstätte und fünf land- und forstwirtschaftliche Betriebsstätten.
  - Südlich von Diendorf liegt das Dorf Baureith (567 m ü. A.), der zweitgrößte Ortsteil der ehemaligen Gemeinde, in dem 2001 264 Menschen in 68 Gebäuden lebten. Zudem beherbergte der Ortsteil eine Arbeitsstätte und 23 land- und forstwirtschaftliche Betriebsstätten. ** Südlich von Baureith und Wurmbrand liegt die Rotte Unterneudorf, die 2001 10 Gebäude und 32 Einwohner umfasste. Zudem gab es sechs land- und forstwirtschaftliche Betriebsstätten.
  - Südlichste Ortsteile der Katastralgemeinde Unterneudorf sind Weichsberg und Winkl. Die Rotte Weichsberg (695 m ü. A.) umfasste 2001 21 Gebäude und 79 Einwohner sowie land- und forstwirtschaftliche Betriebsstätten. Die Rotte Winkl mit dem Weiler Wiedersödt liegt im äußersten Südosten der ehemaligen Gemeinde und beherbergte 2001 17 Gebäude, 60 Einwohner und ebenfalls fünf land- und forstwirtschaftliche Betriebsstätten.[2]
- Wie in Unterneudorf liegen auch in der Katastralgemeinde Schlägl sechs Ortsteile. Der Hauptort der ehemaligen Gemeinde, das Dorf Schlägl, befindet sich im Nordosten der Katastralgemeinde beidseits der Großen Mühl und umfasst neben dem eigentlichen Dorf auch die Baumgartenmühle, die Bruckmühle und das Prämonstratenserstift Schlägl.
  - In Schlägl lebten 2001 404 Menschen in 120 Gebäuden. Weiters gab es in Schlägl 24 Betriebsstätten sowie 17 land- und forstwirtschaftliche Betriebsstätten.
  - Südlich von Schlägl liegt das Dorf Natschlag (530 m ü. A.), in dem 2001 124 Menschen in 44 Gebäuden lebten. Zudem gab es Arbeitsstätten und 12 land- und forstwirtschaftliche Betriebsstätten.
  - Noch weiter südlich liegt das Dorf Geiselreith (640 m ü. A.). Es beherbergte 2001 14 Gebäude und 62 Einwohner sowie 11 land- und forstwirtschaftliche Betriebsstätten.
  - Südwestlich von Schlägl liegt das Dorf Sankt Wolfgang. Hier bestanden 2001 19 Gebäude mit 36 Bewohnern und sechs land- und forstwirtschaftliche Betriebsstätten.
  - Im äußersten Westen der ehemaligen Gemeinde befindet sich die Streusiedlung Breitenstein (640 m ü. A.) mit der Einöde Mitterreit, das mit 39 Gebäuden und 95 Bewohnern 20 der fünftgrößte Ortsteil war. Hinzu kamen land- und forstwirtschaftliche Betriebsstätten.
  - Im Norden der KG Schlägl liegt letztlich die Rotte Kerschbaum. Sie umfasste 2001 insgesamt 22 Gebäude und 48 Einwohner sowie eine Arbeitsstätte und acht land- und forstwirtschaftliche Betriebsstätten.

## Wappen
Blasonierung:
„Geteilt; oben in Grün zwischen zwei goldenen, aus der Mitte der Teilungslinie wachsenden, nach innen gebogenen Roggenähren ein silbernes Spitzeisen; unten in Silber zwei grüne, schräggekreuzte Schlegel.“
Die Gemeindefarben sind Grün-Gelb.

## Geschichte
Ursprünglich unter der Lehnshoheit der Passauer Bischöfe, war der Ort während der Napoleonischen Kriege mehrfach u. a. von Bayern besetzt. Seit 1814 gehört der Ort endgültig zu Oberösterreich.
Nach dem Anschluss Österreichs an das Deutsche Reich am 13. März 1938 gehörte der Ort zum Gau Oberdonau. 1945 erfolgte die Wiederherstellung Oberösterreichs. Schlägl war ab 1850 Teil des Gerichtsbezirks Aigen, wobei der Gerichtssitz 1873 von Schlägl nach Aigen verlegt wurde. 2003 wurde der Gerichtsbezirk Aigen aufgelöst und die Gemeinde dem Gerichtsbezirk Rohrbach zugewiesen.
Nach einem jahrelangen Diskussionsprozess über eine mögliche Fusion mit dem benachbarten Aigen im Mühlkreis wurde am 7. September 2014 in beiden Gemeinden eine Volksbefragung abgehalten. In Aigen sprach sich eine große Mehrheit von 90,88 % für die Fusion aus (Wahlbeteiligung 68,69 %), in Schlägl erhielten die Befürworter der Fusion 84,22 % der abgegebenen Stimmen (Wahlbeteiligung 77,08 %). Mit 1. Mai 2015 fusionierten die beiden Gemeinden zu Aigen-Schlägl.

## Politik

### Ehemaliger Gemeinderat
Der Gemeinderat als oberstes Gremium der Gemeinde umfasste zuletzt 19 Sitze und wurde alle sechs Jahre im Zuge oberösterreichweiter Gemeinderatswahlen gewählt. Der Gemeindevorstand setzte sich aus fünf Mitgliedern zusammen, wobei die Österreichische Volkspartei (ÖVP) nach der Gemeinderatswahl 2009 mit der Bürgermeisterin, dem Vizebürgermeister und zwei weiteren Mitgliedern im Gemeindevorstand vertreten war und damit in diesem Gremium die absolute Mehrheit stellte. Die Sozialdemokratische Partei Österreichs (SPÖ) entsandte ein Mitglied in den Gemeindevorstand.
Stärkste Fraktion im Gemeinderat von Schlägl war seit jeher die ÖVP, die in der Zeit seit 1945 immer die absolute Stimmen- und Mandatsmehrheit erzielte und überwiegend sogar eine Zweidrittelmehrheit erreichte. Seit 1945 verzeichnete die ÖVP Wahlergebnisse zwischen 61,3 % und 71,8 %. Mit Ausnahme der Wahljahre 1955, 1979, 1985 und 1997 kam die ÖVP dabei auf eine Zweidrittelmehrheit. Zweitstärkste Partei in der Gemeinde war immer die SPÖ, die seit 1945 auf Ergebnisse zwischen 21,1 % und 36,6 % kam. Ab 1979 trat auch die Freiheitliche Partei Österreichs (FPÖ) in der Gemeinde an, wobei die FPÖ zwischen 1979 und 1997 auf 5,6 % bis 12,1 % kam. 2003 trat die FPÖ in der Gemeinde nicht an. Bei der letzten Gemeinderatswahl 2009 kam die ÖVP auf 70,1 % und 14 Mandate, wobei dies das viertbeste Ergebnis der ÖVP in Schlägl war. Die SPÖ kam mit 21,1 % und vier Mandaten auf ihr bisher schlechtestes Ergebnis, die FPÖ erreichte 8,7 % und ein Mandat.

### Bürgermeister
Der Bürgermeister wurde seit 1997 in einer Direktwahl bestimmt, wobei es bei keiner absoluten Mehrheit für einen Kandidaten zu einer Stichwahl kam. Die erste Bürgermeisterdirektwahl konnte der seit 1988 amtierende Bürgermeister Josef Moser (ÖVP) mit 89,5 % im ersten Wahlgang gegen den Kandidaten der FPÖ durchsetzen. Er gewann auch die Wahlen 2003 und 2009 mit rund 85 % bzw. 88 %, wobei es bei diesen Wahlen keine Gegenkandidaten gab. 2014 übernahm Elisabeth Höfler (ÖVP) das Amt der Bürgermeisterin.
| Amtszeit  | Name               |  | Amtszeit  | Name               |  | Amtszeit  | Name               |
| --------- | ------------------ |  | --------- | ------------------ |  | --------- | ------------------ |
| 1850–1861 | Gustav Bergmeister |  | 1900–1903 | Mathias Wöss       |  | 1949–1961 | Franz Resch        |
| 1861–1864 | Johann Höllmüller  |  | 1903–1906 | Maximilian Winkler |  | 1961–1973 | Johann Sonnleitner |
| 1864–1870 | Hipolyt Rizy       |  | 1906–1909 | Franz Wöss         |  | 1973–1988 | Alois Gierlinger   |
| 1870–1877 | Johann Höllmüller  |  | 1909–1919 | Karl Barth         |  | 1988–2014 | Josef Moser        |
| 1877      | Mathias Lang       |  | 1919–1924 | Leopold Wöss       |  | 2014–2015 | Elisabeth Höfler   |
| 1877–1880 | Mathias Koblmüller |  | 1924–1929 | Josef Nigl         |  |           |                    |
| 1880–1885 | Johann Leitner     |  | 1929–1935 | Karl Barth         |  |           |                    |
| 1885–1890 | Maximilian Winkler |  | 1935–1938 | Adolf Rauscher     |  |           |                    |
| 1890–1895 | Mathias Wöss       |  | 1938–1945 | Franz Pfleger      |  |           |                    |
| 1895–1900 | Franz Katzinger    |  | 1945–1949 | Franz Kepplinger   |  |           |                    |

## Kultur und Sehenswürdigkeiten
- Stift Schlägl: Kloster aus 1204

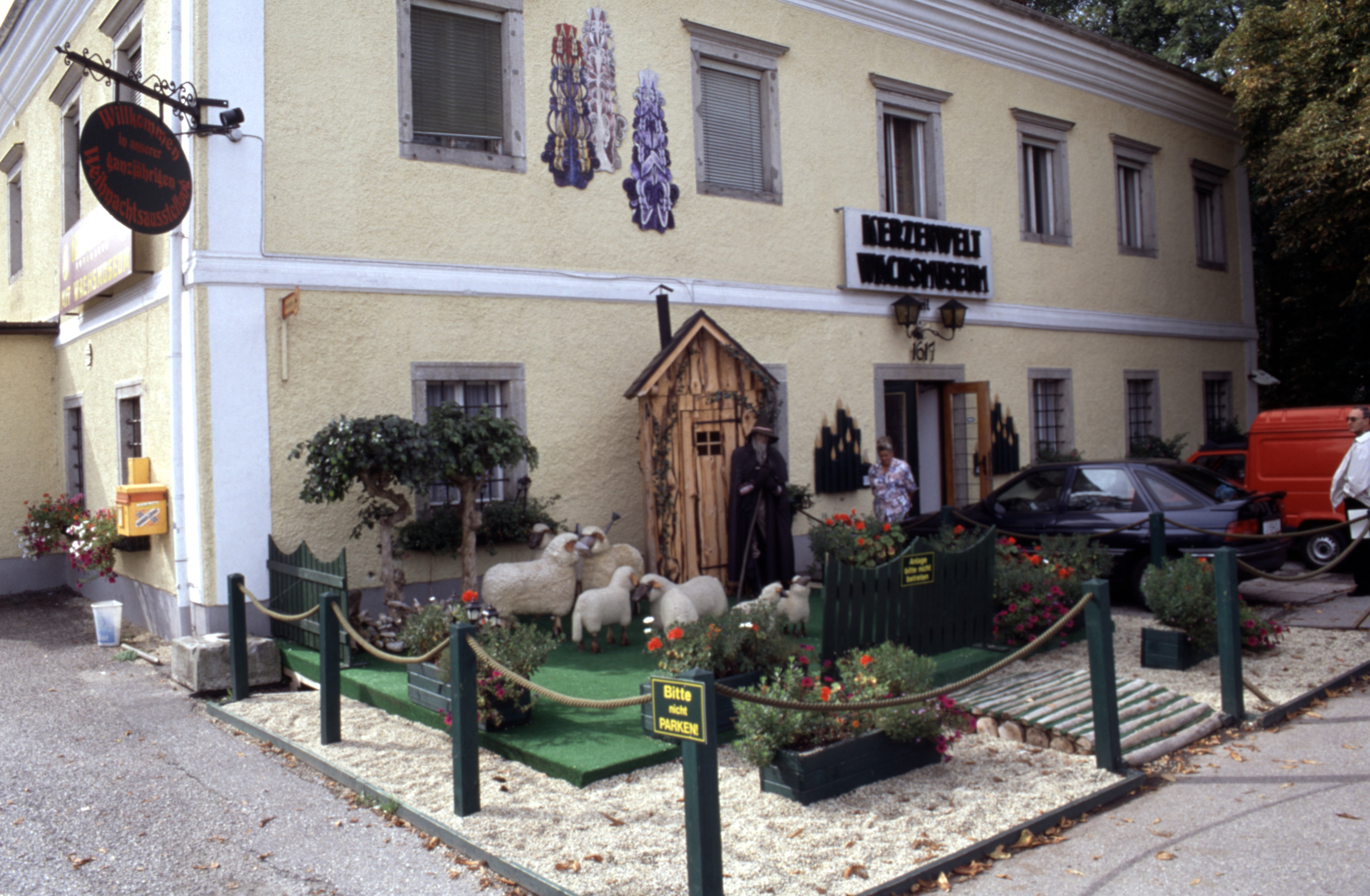
Kerzenwelt Schlägl mit Wachsmuseum

- Die Friedhofskirche Schlägl zwischen dem Gemeindeamt und dem Meierhof Schlägl
- Wallfahrtskirche St. Wolfgang am Stein, 1642 bis 1644 von Cipriano Novo erbaut
- Sommerhaus Schlägl
- Stiftsbrauerei Schlägl: einzige Stiftsbrauerei Österreichs, 1580 gegründet
- Ehemaliges Zoll- und Wohngebäude Diendorf
- Museum Kultur. Gut. Oberes Mühlviertel. Zeigt Exponate, hauptsächlich aus dem Bezirk Rohrbach, welche das handwerkliche Leben vergangener Jahrhunderte veranschaulichen; das etwa 900 m² große, 1997 eröffnete Museum befindet sich im Stiftsmeierhof Aigen-Schlägl.

## Persönlichkeiten
- Leopold Kern (1857–1903), Priester und Abgeordneter zum Österreichischen Abgeordnetenhaus